# Mayta Cápac
Mayta Capac (Quechua: Mayta Qhapaq Inka) là Sapa Inca thứ tư của Vương quốc Cuzco (bắt đầu từ khoảng năm 1290) và là một thành viên của triều đại Hurin.
Có một số truyền thuyết nói về ông. Chẳng hạn, người ta nói rằng mẹ của ông đã sinh ra ông trong vòng ba tháng. Ông vô cùng mạnh mẽ và đã có tất cả răng khi sinh. Ông đánh bại tất cả các chàng trai tuổi lớn hơn.

## Gia đình
Ông là một người con của vua Lloque Yupanqui. Mayta Capac là người thừa kế của cha mình và là cha của Capac Yupanqui.  Vợ của ông được cho là Mama Tankariy Yachiy hoặc Mama Cuca. Mẹ Mayta là Mama Cora Ocllo Coya. Bà qua đời ở Cuzco. Ông đã có một chiếc mũ vương niệm màu xanh đậm và xấu xí như cha mình.

## Triều đại
Các sử gia mô tả ông như một chiến binh vĩ đại đã chinh phục vùng lãnh thổ như xa như hồ Titicaca, Arequipa, và Potosí. Trong khi trên thực tế, vương quốc của ông vẫn còn giới hạn ở vùng thung lũng Cuzco. Bằng kỹ năng quân sự tuyệt vời của mình có thể là đã chinh phục của bộ lạc khác trong thung lũng. Trong năm 1134, Mayta Capac đặt các vùng Arequipa và Moquegua dưới sự kiểm soát của đế chế Inca.